# غراب صومالي
الغراب الصومالي (بالصومالية: Tuke)‏ أو الغراب القزم، حجمه تقريبًا 44-46 سم في الطول من غراب الجيف، ولكن مع منقار أطول ولفائف بنية أكثر إلى حد ما على الريش، خاصة عند ارتدائه.

## التوزيع والأنواع
يوجد هذا النوع بشكل أساسي في الصومال وجيبوتي  ومنطقة الحدود الشمالية في القرن الإفريقي، ويمكن تمييزه عن الغراب البني العنق الأكبر  من خلال دعوته ومظهره والاختلافات في سلوكه.
كان يُعتبر سابقًا نوعًا فرعيًا من الغراب البني الأكبر حجمًا، ولكنه يعتبر الآن نوعًا متميزًا.
يُعتقد أن هذا الغراب أقرب إلى الغراب البيد من قبل بعض السلطات، خاصة في سلوكه،  إلى الغراب ذو العنق البني. يبدو أن الطيور الهجينة بين الغراب الصغير والغراب الصومالي تعزز هذه العلاقة الوثيقة حيث يلتقي النوعان.
العش عبارة عن هيكل ضخم يشبه الغراب يقع إما في شجرة وحيدة أو على أعمدة تلغراف. سوف يعشش على المنحدرات في المناطق الساحلية أو المناطق التي لا تتوفر فيها الأشجار. يضع 3-5 بيضات في أبريل وأوائل مايو.
يوصف الصوت بأنه "نعيب" قاسي مثل الرخ،  من أوراسيا.